# Кейп-Элизабет
Кейп-Элизабет (англ. Cape Elizabeth) — город в округе Камберленд, штат Мэн, США. Часть агломерации Портленд – Саут-Портленд — Биддефорд в штате Мэн. По данным переписи 2020 года, население Кейп-Элизабет составляло 9535 человек.
Кейп-Элизабет известен как место проведения ежегодного шоссейного пробега Beach to Beacon 10K, который начинается в парке Crescent Beach и заканчивается у маяка Portland Head Light. В пробеге принимают участие бегуны со всех уголков США и элитные спортсмены со всего мира.
В Кейп-Элизабет есть отделение общественной школы. Название команды местной школы — Capers.

## История
В 1628 году Уолтер Бэгнолл по прозвищу «Великий Уолт» основал на остров Ричмонд южной оконечности мыса Элизабет первое поселение европейцев, торговый пост. «По-видимому, его главная цель состояла в том, чтобы вести прибыльную торговлю с индейцами, — пишет историк Джордж Дж. Варни, — не сомневаясь в своих методах». В октябре 1631 года местные индейцы убили Бэгнолла, поймав его на обмане, и сожгли факторию. Два месяца спустя Плимутская компания предоставила остров Ричмонд Роберту Трелони и Мозесу Гудиеру, торговцам из Плимута (Англия), которые сделали его центром рыболовства и торговли. К 1638 году Трелони нанял для рыбной ловли 60 человек.
Первыми поселенцами на материке были Джордж Клив и Ричард Такер, поселившиеся в 1630 году на берегу напротив острова, у реки Сперуинк. Они занимались выращиванием растений, рыболовством и торговлей. Два года спустя их прогнал Джон Винтер, агент Трелони. В 1636 году сэр Фердинандо Горджес, лорд-владелец штата Мэн, дал Кливу и Такеру грант в 1500 акров (6,1 км²), включая перешеек земли под названием Мачегон — ныне Портленд. В 1643 году Александр Ригби купил патент Лигонии намыс Элизабет
.

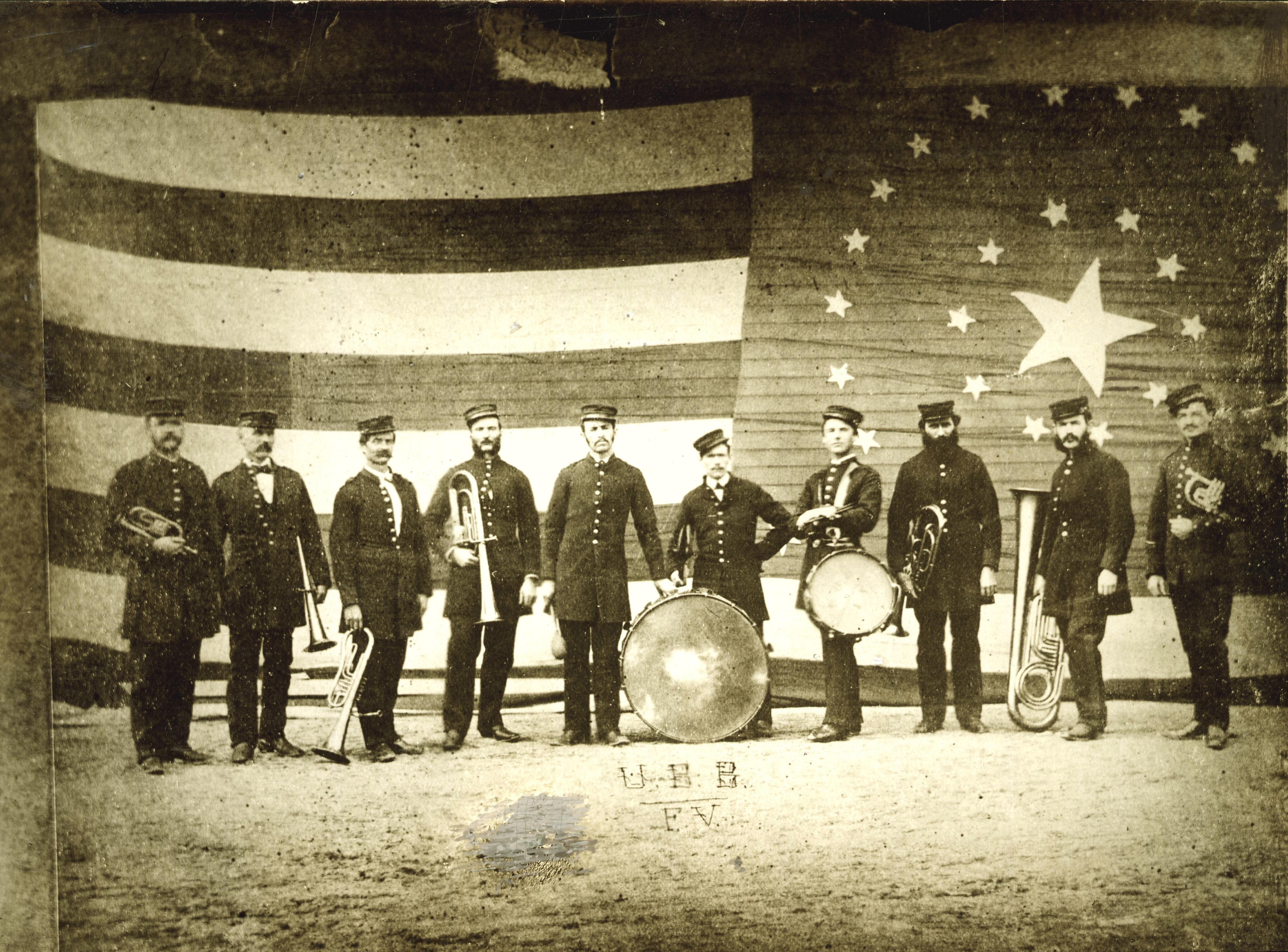
Союз духовых оркестров в 1873 году

Поселение Кейп-Элизабет на реке Фор-Ривер было известно как Пурпудок (англ. Purpoodock). Во время войны короля Филиппа в 1675 году оно подверглось нападению индейцев. Во время войны короля Вильгельма в 1690 году, на мысе Пурпудок был бой между индейцами и солдатами майора Бенджамина Черча. В 1703 году во время войны королевы Анны город был разрушен и вновь заселён около 1719 или 1720 года.
1 ноября 1765 года Кейп-Элизабет отделился от Фалмута, как тогда назывался Портленд, и стал 23-м городом штата Мэн. Первое городское собрание состоялось 2 декабря 1765 года. В 1895 году от Кейп-Элизабет отделился Саут-Портленд.
В 1872 году вокруг Портленд-Хед-Лайт началось строительство форта береговой артиллерии армии США, который в 1899 году был назван Форт-Уильямс в честь генерал-майора Сета Уильямса, военного деятеля Гражданской войны. Форт должен был охранять южный вход в гавань Портленда. Форт, закрытый в 1962 году, был выкуплен городом примерно за 200 000 долларов. Сегодня парк Форт-Уильямс включает в себя Portland Head Light и музей, остатки военного форта, руины особняка Годдарда, теннисные корты, бейсбольную площадку и трибуну, а также другие места для отдыха. Парк обслуживается городом и имеет платную парковку, доход от которой идёт на ремонт парка.

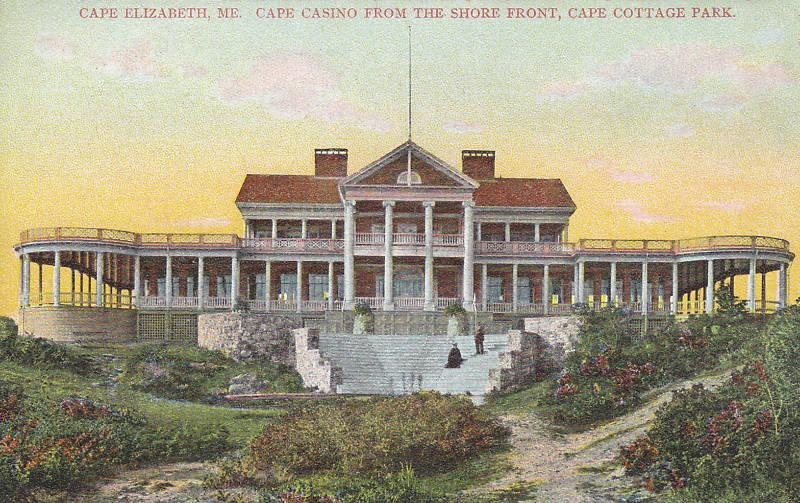
Cape Cottage Casino (1908)
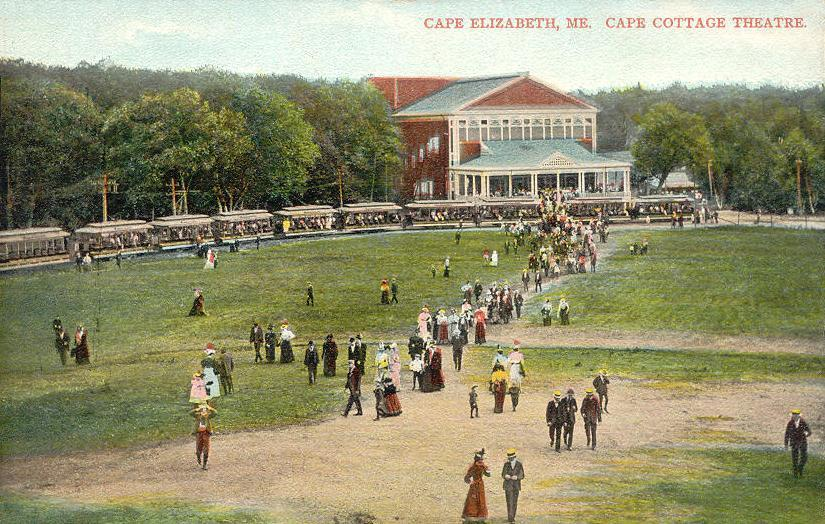
Cape Cottage Theatre (1908)
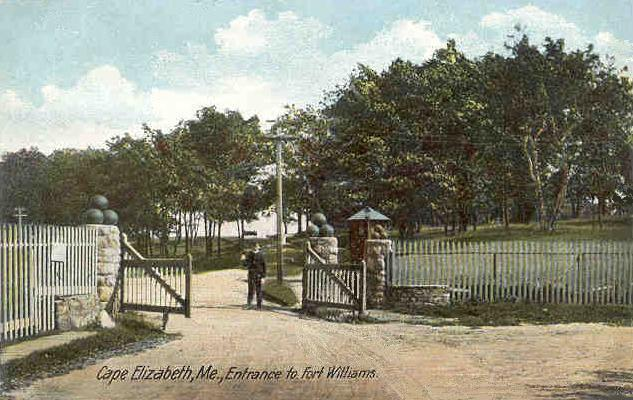
Вход в Форт-Уильямс (1907)
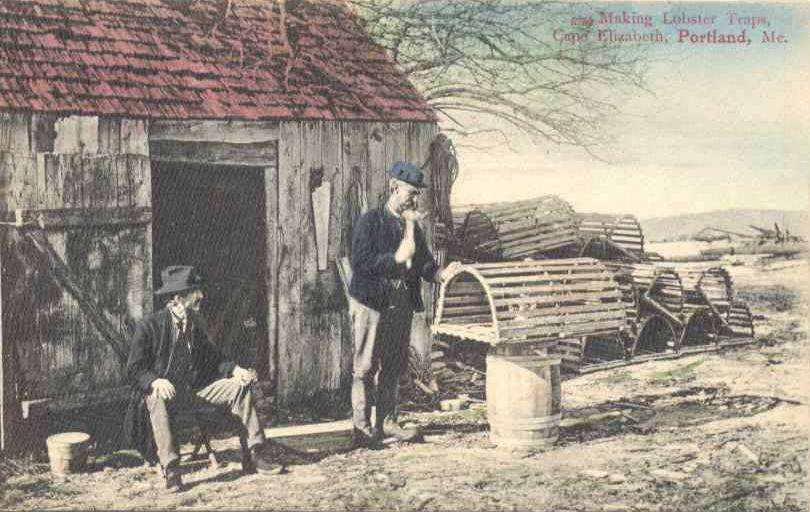
Изготовление ловушек для лобстеров (ок. 1904)

## География

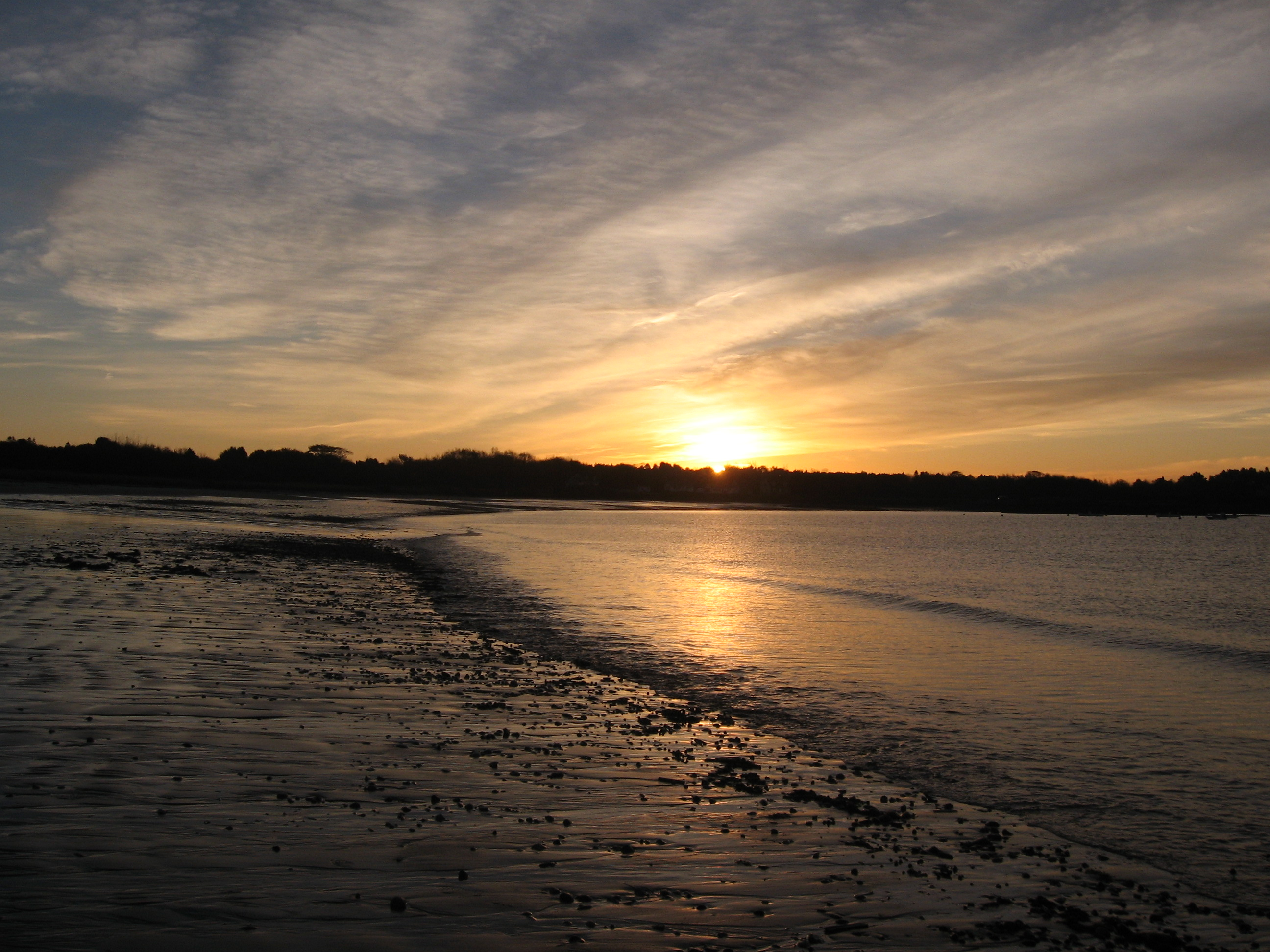
Восход солнца на Кейп-Элизабет (октябрь 2006 года).

По данным бюро переписи населения США, общая площадь город — 45,93 кв. миль (118,96 км²), из которых 14,70 кв. миль (38,07 км²) приходится на сушу и 31,23 кв. мили (80,89 км²) на воду. Ближайший город — Саут-Портленд, с которым Кейп-Элизабет граничит на севере. На западе Кейп-Элизабет граничит со Скарборо.
Город включает в себя два необитаемых острова. Остров Ричмонд площадью 226 акров (91 га), первоначально был населён индейцами, а затем английскими поселенцами, но теперь необитаем, за исключением небольшого стада овец. Он находится в частной собственности семьи Спрэг, самых известных владельцев собственности в Кейп-Элизабет, которым также принадлежит ферма Рэм-Айленд на материке. К юго-западу от острова Ричмонд расположен небольшой остров Рэм.
Кейп-Элизабет является домом для трёх прибрежных парков: парка Форт-Уильямс, парка штата Ту-Лайтс и парка штата Кресент-Бич. Кроме того, Cape Elizabeth Land Trust, частная некоммерческая корпорация, защищает 560 акров (230 га) земли на 22 различных участках для общественного пользования, поддерживая большую систему соединения немоторизованных троп на большинстве из них.
В самом городе 923 акра земли, находятся в собственности города или под защитой сервитута в целях сохранения.

## Известные жители
- Джоан Бенуа (род. 1957) — бегунья на длинные дистанции, которая специализировалась в марафоне. Победительница олимпийского марафона 1984 года (первого в истории для женщин). Основательница пробега Beach to Beacon 10K.
- Бетт Дейвис (1908—1989) — актриса. В 1999 году Американский институт киноискусства поставил Бетт Дейвис на второе место в списке величайших актрис в истории Голливуда. Первый человек в истории мирового кинематографа, номинированный на 10 «Оскаров».
- Клэр Иган (род. 1987) — биатлонистка, участница Олимпийских игр 2018 года в Пхёнчхане. В 2018 году избрана главой комиссии спортсменов Международного союза биатлонистов.
- Натаниэль Фик (род. 1977) — военный, капитан корпуса морской пехоты США, участник кампаний в Афганистане и Ираке, опубликовавший автобиографический роман о службе в морской пехоте и участии в военных конфликтах.
- Джон Форд (1894—1973) — кинорежиссёр, сценарист, продюсер и писатель, крупнейший мастер вестерна, единственный в истории обладатель четырёх «Оскаров» за лучшую режиссуру.
- Гэри Меррилл (1915—1990) — актёр театра, кино и телевидения.
- Сидни Толер (1874—1947) — актёр, драматург и театральный режиссёр.